# 灰胁噪鹛
灰胁噪鹛（学名：Pterorhinus caerulatus），是画眉科噪鹛属的一种，分布于美国（引进种）、缅甸、不丹、中国大陆、印度和尼泊尔。该物种的保护状况被评为无危。
灰胁噪鹛的平均体重约为86.0克。栖息地包括亚热带或热带的（低地）湿润疏灌丛、亚热带或热带的红树林、亚热带或热带的高海拔疏灌丛和亚热带或热带的湿润山地林。该物种的模式产地在尼泊尔。

## 亚种
- 灰胁噪鹛指名亚种（学名：Pterorhinus caerulatus caerulatus）。分布于记录不详以及中国大陆的西藏等地。该物种的模式产地在尼泊尔。[3]
- 灰胁噪鹛滇西亚种（学名：Pterorhinus caerulatus latifrons），是中国的特有物种。分布于云南等地。该物种的模式产地在云南西北部怒江和龙川江间山脉。[4]